# Giuseppe Augusto Mariani
Giuseppe Augusto Mariani (Seregno, 30 ottobre 1884 – Cesano Maderno, 4 luglio 1959) è stato un militare italiano, decorato di medaglia d'oro al valor militare a vivente nel corso della prima guerra mondiale.

## Biografia
Nacque a Seregno, provincia di Milano, il 30 ottobre 1884, figlio di Luigi e Luigia Canzi. Dapprima dispensato dal prestare servizio militare nel Regio Esercito in quanto classificato di terza categoria, dopo l'entrata in guerra del Regno d'Italia, nel febbraio 1916 fu chiamato in servizio attivo assegnato al 201º Reggimento della Brigata Sesia che raggiunse in zona di operazioni nel settore della Vallarsa, in Trentino. Trasferito sull'Isonzo partecipò alla battaglia per la conquista di Gorizia rimanendo ferito da una scheggia alla coscia destra e venendo ricoverato in ospedale. Una volta ripresosi ritornò in zona di operazioni sul Carso nei primi giorni del 1917 assegnato alla 619ª Compagnia mitraglieri "Fiat" dell'89º Reggimento fanteria "Salerno" distinguendosi per il coraggio durante i combattimenti a Castagnevizza, dove fu decorato di medaglia di bronzo al valor militare. Il 21 agosto combatte alle quote 110 e 130 dell'Hermada dove rimase ferito ad una spalla ma continuò imperterrito a sparare con la sua mitragliatrice. Accerchiato dal nemico rifiutò di arrendersi e rimasto da solo continuò ad azionare l'arma anche se ferito una seconda volta. Con Decreto Luogotenenziale del 10 febbraio 1918 fu insignito della medaglia d'oro al valor militare a vivente. Ripresosi dalle ferite, nel dicembre 1917 rientrò al fronte in servizio alla 1061ª Compagnia mitraglieri del 6º Reggimento della Brigata Aosta. Promosso caporale nel gennaio 1918, si distinse nei combattimenti sull'Asolane del 6 febbraio dove rimase di nuovo ferito da schegge al capo e al torace. Una volta guarito non poté più rientrare in servizio attivo e fu mandato al Deposito mitraglieri. Divenuto sergente venne posto in congedo il 1 novembre 1919 riprendendo la sua attività commerciale. Promosso sottotenente di complemento nel 1933, iscritto al Ruolo d'Onore fu nominato tenente nel 1937 e poi capitano nel 1942.
Si spense a Cesano Maderno il 4 luglio 1959.

### Fonti
1. 1 2 3 4 5 6 7 8 9 10 11  Combattenti Liberazione.
2. 1 2  Carolei, Greganti, Modica 1968, p. 110.
3. ↑  Medaglie d'oro al valor militare sul sito della Presidenza della Repubblica